# پرواز ۲۹۳۳ لامیا ایرلاینز
پرواز ۲۹۳۳ لامیا ایرلاینز (LMI 2933) یک پرواز حامل اعضای تیم باشگاه فوتبال شاپه‌کوئنزه و ۲۱ خبرنگار بود که در تاریخ ۲۸ نوامبر ۲۰۱۶ از برزیل عازم فرودگاه بین‌المللی ویرو ویرو کلمبیا بود. اما در میانه راه به علت نقص فنی در فرودگاه سانتا کروس د لا سیرا (بولیوی) توقف کرد و پس از رفع نقص فنی، به مسیر خود برای رسیدن به فرودگاه بین‌المللی ویرو ویرو در کلمبیا ادامه داد؛ ولی بلافاصله پس از ورود به خاک کلمبیا در منطقه کوهستانی الگوردو سقوط کرد. این پرواز با یک هواپیمای بی‌ای‌ئی ۱۴۶ انجام شد و ۸۱ سرنشین، شامل ۷۲ مسافر و ۹ خدمه داشت. اغلب مسافرین این هواپیما، اعضای تیم فوتبال شاپه‌کوئنزه و جمعی از خبرنگاران ورزشی در حال سفر به کلمبیا برای پوشش‌دهی بودند.
از ۷۷ نفری که در این پرواز بودند، ۶ نفر جان سالم به در بردند.